# Знак (математика)

Знаки плюс і мінус використовуються для позначення знака числа.

В математиці, поняття знак відноситься до властивості кожного відмінного від нуля дійсного числа бути додатнім або від'ємним. Сам нуль не має знаку, хоча в деяких контекстах має сенс розглядати поняття знакового нуля. Крім застосування для дійсних чисел, «зміна знаку» використовується в математиці і фізиці для позначення протилежного числа (множенням на -1), навіть для величин, які не є дійсними числами (тобто таких, які не відносяться ні до додатних, ні до від'ємних і не є нулем). Крім того, термін «знак» може застосовуватись до таких властивостей математичних об'єктів, які є схожими на поняття позитивність і негативність, такі як знак перестановки.

## Значення знаку
Нуль не є ані від'ємним, ані додатнім (у більшості країн), тому для позначення знаку якогось невідомого числа можуть використовувати наступні терміни:
- Число додатнє якщо воно більше за 0.
- Число від'ємне якщо воно менше за 0.
- Число невід'ємне якщо воно більше або рівне за 0.
- Число недодатнє якщо воно менше або рівне за 0.

### Знак кута

Кут одиничного кола відміряється від осі х, і рахуються додатнім в напрямку counterclockwise, і від'ємними в напрямку clockwise.

В багатьох контекстах, загальноприйнятим є асоціювати знак із мірою кута, особливо коли річ іде про кут обертання. В таких випадках знак означає чи цей кут є за годинниковою чи проти годинникової стрілки. Хоча існують різні системи позначення, загальноприйнятим в математиці є вважати кути проти годинникової стрілки додатніми, а за годинниковою стрілкою - від'ємними.
Також можна асоціювати знак із кутом обертання в тривимірному просторі, якщо припустити, що вісь обертання має напрям орієнтації.  Зокрема, за напрям обертання довкола орієнтованої осі зазвичай вважають додатнім, якщо воно відповідає правилу правої руки, а протилежний напрям вважають від'ємним.

### Знак напрямку
В аналітичній геометрії і фізиці, прийнято помічати конкретні напрямки як позитивні і негативні. Самий простий приклад, це числова вісь, яка зазвичай зображується так, що позитивні значення знаходяться справа, а негативні зліва:
В результаті, коли мова йде про прямолінійний рух, переміщення або швидкість руху в праву сторону, то вважають такий рух позитивним, а в протилежну (ліву) сторону негативним.
На Декартовій площині, напрями вправо і вверх зазвичай вважають додатними, при тому додатні значення осі x позначають направленими в право, а вверх направленим показують додатній напрям осі y. Якщо треба представити вектор переміщення або швидкості у вигляді окремих компонент вектора, тоді горизонтальна складова буде додатною при русі вправо і від'ємною при русі вліво, а вертикальна складова буде додатна при русі вверх і від'ємна при русі вниз.